# Rustemburg

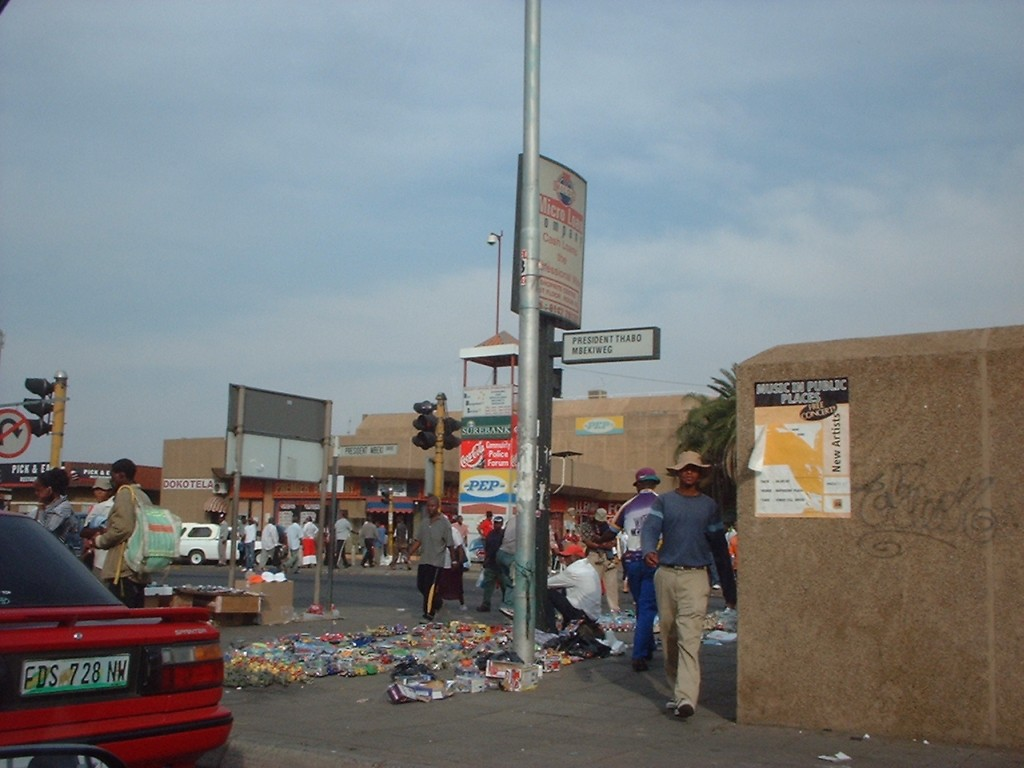
Vista d'un carrer de Rustemburg.

Rustemburg (en afrikaans: Rustenburg, "ciutat de descans"), és una ciutat de Sud-àfrica de 395.761 habitants (cens nacional de 2001) situada al peu de les serres Magaliesberg a la Província del Nord-oest. Prop de la ciutat hi ha les dues mines de platí més grans del món i la refineria de platí més gran del món, PMR (Precious Metal Refiners: Refineries de Metalls Preciosos), que tracta al voltant del 70% del platí del món.

## Història
La ciutat va ser establerta el 1851 com un centre administratiu d'una zona fèrtil agrícola-ramadera, que produeix cítrics, tabac, cacauet, llavors de gira-sol, blat de moro, blat i bestiar. El 10 de febrer de 1859, va ser fundada l'Església Reformada Holandesa a Rustemburg. Just al nord-oest de la ciutat, el President de la República del Transvaal, Paul Kruger, va comprar una granja de 5 km² el 1863.
Entre els primers residents de Rustemburg estaven pobladors de l'origen indi. Una de les primeres famílies d'origen indi va ser la família Bhayat, la contribució a la història de la ciutat es troba marcada al canviar el nom del carrer principal com "Carrer Fatima Bhayat". Fatima Bhayat i el seu marit Abubakr Ahmed Bhayat, els primers residents de l'origen indi, van posseir una ferreteria que va subministrar l'equip a crèdit a Paul Kruger durant la Segona Guerra Bòer, pel que van ser recompensats més tard amb or.
Rustemburg fou una de les ciutats amfitriones de la Copa del Món de Futbol 2010 amb l'Estadi Royal Bafokeng de 40.000 seients.